# فوستوتشني (مقاطعة سفردلوفسك)
فوستوتشنيي (بالروسية: Восточный) هي مدينة في مقاطعة سفيردلوفسك أوبلاست في روسيا.